# Списък на автомобилостроителите в бившите социалистически страни
Списъкът на автомобилостроителите в страните от бившия социалистически лагер в Европа е временна статия и ще послужи за по-лесно изграждане на нови статии.

## Страни от бившия СССР

### Русия
- АЗЛК (Автомобильный завод имени Ленинского Комсомола), Москва – леки автомобили Москвич
- ВАЗ (Волжский автомобильный завод), Толияти – леки автомобили: Жигули, Лада, Нива, Самара, ВИС и др.
- ГАЗ (Горьковский автомобильный завод), Нижни Новгород – леки и товарни автомобили: ГАЗ, Победа, Волга, Чайка, Газела и др.
- ГолАЗ (Голицынский автобусный завод), Голицино – микробуси и автобуси
- ИжАЗ (Ижевский автомобильный завод), Ижевск – автомобили ИЖ
- ЗИЛ (Завод имени Лихачёва), Москва – предимно товарни автомобили
- КАвЗ (Курганский автобусный завод), Курган – автобуси
- КамАЗ (Камский автомобильный завод), Набережние Челни – товарни автомобили
- ЛиАЗ (Ликинский автобусный завод), Ликино-Дульово – автобуси
- МЗпА (Мичуринский завод по производству автобусов), Мичуринск – автобуси МАРЗ
- МоАЗ (Могилевский автомобильный завод), Могильов – тежкотоварни камиони
- НефАЗ (Нефтекамский автомобильный завод), Нефтекамск – товарни автомобили и автобуси
- ПАЗ (Павловский автобусный завод), Павлово – автобуси
- СеАЗ (Серпуховский автомобильный завод), Серпухов – автомобили Ока
- УАЗ (Ульяновский автомобильный завод), Уляновск – високопроходими автомобили
- УралАЗ (Уральский автомобильный завод), Миас – товарни автомобили „Урал“

### Украйна
- БАЗ (Бориспільський автомобільний завод), Бориспил – автобуси
- ЗАЗ (Запорізький автомобілебудівельний завод), Запорожие – леки автомобили, автобуси и товарни автомобили: Запорожец и Таврия
- КрАЗ (Кременчуцький автомобільний завод), Кременчуг – камиони
- ЛАЗ (Львівський автомобільний завод), Лвов – автобуси, тролейбуси
- ЛуАЗ (Луцький автомобільний завод), Луцк – високопроходими автомобили „ЛуАЗ“, автобуси и тролейбуси „Богдан“
- ЧАЗ (Черниговский автобусный завод) / ЧЗСА (Черниговский завод спецавтотранспорта), Чернигов – автобуси БАЗ
- ЧАРЗ (Черкасский автомобильный ремонтный завод), Черкаси – камиони и автобуси

### Беларус
- БелАЗ (Белорусский автомобильный завод), Жодино – тежкотоварни камиони
- МАЗ (Минский автомобильный завод), Минск – автобуси, тролейбуси, товарни автомобили
- МЗКТ (Минский завод колёсных тягачей), Минск – тежкотоварни камиони
- Неман, Лида – автобуси

### Армения
- ЕрАЗ (Ереванский автомобильный завод), Ереван – микробуси

### Латвия
- РАФ (Rygos Autobusų Fabrikas), Йеглава – микробуси „Латвия“

## Централноевропейски страни

### Полша
- FSO (Fabryka Samochodów Osobowych), Варшава – автомобили Полски ФИАТ (Polski FIAT), Варшава (Warszawa), Полонез (Polonez)
- FSC (Fabryka Samochodów Ciężarowych), Люблин – микробуси Жук (Żuk)
- Nysa, Ниса – микробуси

### Чехия
- Škoda, Пилзен – товарни автомобили
- Škoda, Млада Болеслав – леки автомобили
- Avia, Прага – товарни автомобили
- Tatra, Копривнице – товарни и леки автомобили

### Унгария
- Ikarus, Будапеща – автобуси

### ГДР
- Wartburg, Айзенах (VEB Automobil Werk Eisenach) – леки автомобили
- Barkas, Карлмарксщат (днес Кемниц) (VEB Barkas-Werke – Karl Marx Stadt) – микробуси и лекотоварни камиони
- Trabant, Цвикау – леки автомобили
- IFA, Лудвигсфелде (Ludwigsfelde) – товарни автомобили

## Балкански страни

### Румъния
- Dacia, Миовени – леки автомобили
- Oltcit, Крайова – леки автомобили
- ARO, Къмпулунг-Мусчел – лекотоварни автомобили
- Roman, Брашов – товарни автомобили

### Сърбия
- Zastava, Крагуевац – леки автомобили Застава (Zastava) и Юго (Yugo)

### България
- ДСО Балканкар – кари (електрокари и мотокари), автомобили
- Балкан, Ловеч – леки автомобили Москвич и Москвич „Алеко“
- Чавдар, Ботевград – автобуси
- Мадара, Шумен – товарни автомобили
- Преслав, 'Велики Преслав – камиони и автобуси Преслав
- Кента, Омуртаг – автобуси Кента
- Ди-Вен, Лом – лекотоварни електромобили Pony-01
- БГ Кар – лекотоварни електромобили БГ Кар
- Литекс Моторс, Ловеч – леки автомобили Great Wall